# Playtime Is Over
Playtime is Over (Времето за игра свърши) е първата миксирана лента на Ники Минаж.
Издадена е на 5 юли 2007 г.Музикалните издатели са Young Money Entertainment и Dirty Money Entertainment.

## Списък на песните[3][4]
1. 1-900-Ms-Minaj (с участието на Hell Rell, Red Cafe, Murda Mook, Ransom и Gravy) 1
2. Dreams '07
3. Wuchoo Know
4. Interlude
5. Can't Stop Won't Stop (с участието на Лил Уейн)
6. Playtime Is Over
7. Jump Off '07
8. Click Clack
9. 40 Bars
10. Dilly Dally
11. Warning
12. N.I.G.G.A.S. (с участието на Ейнджъл Демар)
13. Sunshine (с участието на Gravy)
14. Letcha Go
15. Sticks In My Bun
16. I'm Cumin
17. Freestyle
18. Hood Story
19. Ease Up (с участието на Ru Spit)
20. Encore '072

- 1 – Интервю
- 2 – Кавър версия на „Numb/Encore“ (микс на песните „Numb“ на Линкин Парк и „Encore“ на Джей Зи)